# Sinoxylon muricatum
Sinoxylon muricatum är en skalbaggsart som först beskrevs av Carl von Linné 1767.  Sinoxylon muricatum ingår i släktet Sinoxylon och familjen kapuschongbaggar. Inga underarter finns listade i Catalogue of Life.